# Agàties
Agàties (en llatí Agathias, en grec Ἀγαθίας) va ser un poeta retòric i historiador grec nascut a Mirina a Eòlia (a la vora del riu Pític) l'any 536 o potser el 537, i educat a Alexandria, on va estudiar literatura.
L'any 554 va anar a Constantinoble on probablement vivia el seu pare i va estudiar dret romà durant uns anys. Va exercir amb èxit com advocat durant uns anys, encara que només per qüestions econòmiques, ja que va continuar practicant l'estudi de la poesia antiga. La seva professió d'advocat va ser el motiu del renom que portava, Σχολαστικός (escolàstic), que en aquell temps significava advocat. Es creu que va morir poc temps després que l'emperador Tiberi II Thrax el 582 i la proclamació de Maurici, quant tenia uns 45 anys. Agàties, que era cristià, va tenir l'estimació de diversos personatges importants de la seva època, com ara Teodor el decurió, Pau el Silenciari, Eutiquià i altres, als que va dedicar obres, i també a l'excònsol Macedònios.
Se sap que va escriure:
- Una col·lecció de petits poemes d'amor en nou llibres escrits en hexàmetres titulada Δαφνιακά, a la que l'autor qualifica d'obra juvenil.
- Una antologia de poemes d'autors antics i contemporanis en set llibres titulada Κύκλος ἐπιγραμμάτων, de la qual no en queda res, només la introducció. Cada un dels set llibres estava dividit per temes: el primer contenia dedicatòries, el segon inscripcions de llocs, estàtues, quadres i altres obres d'art, el tercer, epitafis, el quart, petits poemes sobre diverses èpoques de la vida, el cinquè, epigrames satírics, el sisè poemes d'amor i el setè exhortacions a gaudir de la vida. Però només ens han arribat un centenar d'epigrames que va escriure abans de recopilar el Κύκλος o en un moment posterior, i es conserven a l'Antologia grega.
- El seu principal treball "Agathiae Scholastic Myrinensis Historiarum libri V " (grec: Ἀγαθίου Σχολαστικοῦ Μυριναίου Ἱστορίων), una història que va del 553 al 558 en cinc llibres, un període curt però important pels fets ocorreguts. El primer llibre parla de la conquesta d'Itàlia per Narses i les primeres relacions entre els romans d'Orient i els francs. El segon llibre descriu el gran terratrèmol de l'any 554 i l'inici de la guerra contra els perses. El tercer i el quart llibres contenen la continuació d'aquesta guerra fins a la primera pau del 556. El cinquè llibre parla del segon gran terratrèmol del 557, la reconstrucció de Santa Sofia per part de Justinià, la pesta que devastà el territori, les victòries de Belisari contra els huns el 558 i acaba bruscament amb el capítol 25.

Agàties no és un gran historiador. Té coneixements històrics i geogràfics, més de Grècia que d'Itàlia, i poques vegades penetra en les causes reals dels fets que descriu. La seva obra està ornada de descripcions poètiques, però és honest i imparcial i parla més aviat des del punt de vista d'un home amb bona comprensió dels fets.